# Сухарев, Кирилл Вячеславович
Кири́лл Вячесла́вович Су́харев (род. 24 мая 1992) — российский легкоатлет, специалист по прыжкам в длину. Выступал на профессиональном уровне в 2009—2017 годах, обладатель бронзовой медали чемпионата Европы среди молодёжи, победитель и призёр первенств всероссийского значения. Представлял Москву и Ставропольский край. Мастер спорта России международного класса.

## Биография
Кирилл Сухарев родился 24 мая 1992 года. Занимался лёгкой атлетикой под руководством тренеров И. Н. Павлова, В. И. Павлова, В. Ф. Соколова. Окончил Московское среднее специальное училище олимпийского резерва № 2 (колледж) Департамента спорта и туризма города Москвы.
Впервые заявил о себе на международном уровне в сезоне 2009 года, когда вошёл в состав российской национальной сборной и выступил на Гимназиаде в Дохе, где в программе тройного прыжка стал четвёртым.
В 2010 году в прыжках в длину выиграл серебряные медали на юниорском первенстве Москвы в помещении и на юниорском первенстве России в помещении в Саранске, одержал победу на юниорском турнире в Краснодаре.
В 2011 году взял бронзу на юниорском всероссийском первенстве в Чебоксарах, был шестым на чемпионате Москвы, четвёртым на всероссийских соревнованиях в Ерино, вторым на турнире «Звёзды студенческого спорта» в Москве.
В 2012 году выиграл молодёжное всероссийское первенство в помещении в Москве, стартовал на взрослом чемпионате России в помещении в Москве, выиграл молодёжное первенство страны в Саранске, Мемориал Куца, чемпионат России среди молодёжи в Ерино.
В 2013 году участвовал в чемпионате России в помещении в Москве, получил серебро на первенстве России среди молодёжи в Чебоксарах, завоевал бронзовую награду на молодёжном европейском первенстве в Тампере, закрыл десятку сильнейших на чемпионате России в Москве.
В 2014 году помимо прочего выиграл молодёжное первенство Москвы, получил серебро на международном турнире Valter Kalami Memorial в Эстонии, был шестым на Кубке России в Ерино, победил на молодёжном всероссийском первенстве в Саранске, занял пятое место на чемпионате России в Казани.
В 2015 году превзошёл всех соперников на чемпионате Москвы в помещении, стал четвёртым на Мемориале братьев Знаменских в Жуковском и седьмым на чемпионате России в Чебоксарах.
В 2016 году выиграл «Рождественский кубок» в Москве, получил серебро на открытом чемпионате Санкт-Петербурга, показал четвёртый результат на зимнем чемпионате России в Москве, пятый результат на Мемориале братьев Знаменских в Жуковском, десятый результат на летнем чемпионате России в Чебоксарах.
В 2017 году занял четвёртое место на зимнем чемпионате России в Москве, выиграл бронзовую медаль на Мемориале братьев Знаменских в Жуковском, был десятым на Кубке России в Ерино, завоевал серебряную награду на летнем чемпионате России в Жуковском.
За выдающиеся спортивные достижения удостоен почётного звания «Мастер спорта России международного класса».
8 февраля 2018 года Всероссийская федерация лёгкой атлетики сообщила о дисквалификации на 2 года прыгуна в длину Кирилла Сухарева. Спортсмен добровольно признал свою вину в нарушении антидопинговых правил, все его результаты с 15 июля 2014 года по 27 октября 2017 года были аннулированы.